# Scaphyglottis modesta
Scaphyglottis modesta é uma espécie de orquídea epífita, família Orchidaceae, que habita da Costa Rica e Caribe ao sul do Brasil.